# Schloss Niederraunau

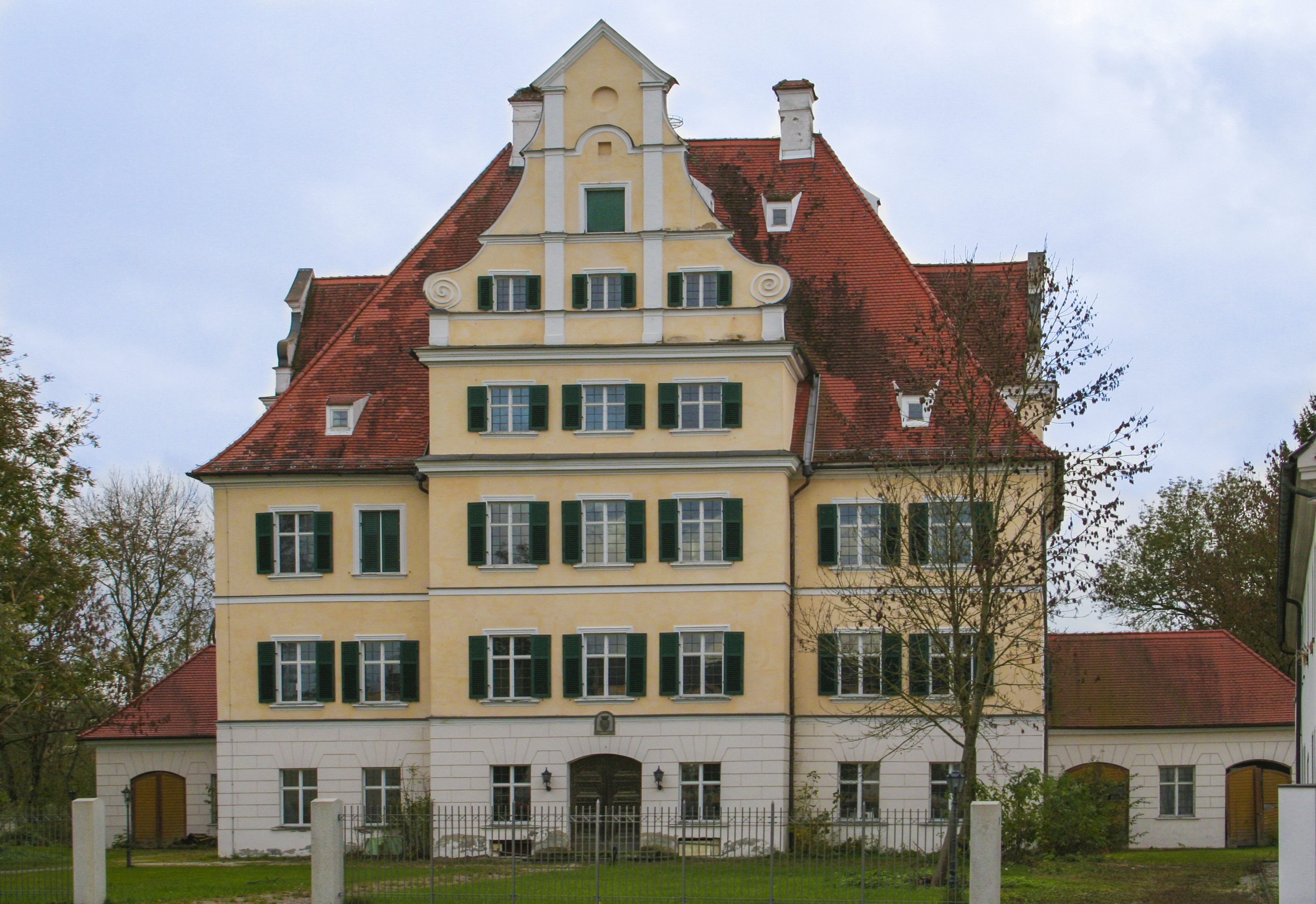
Das Niederraunauer Schloss

Das Schloss Niederraunau ist ein im Jahr 1733 erbauter dreigeschossiger Walmdachbau in Niederraunau, einem Stadtteil von Krumbach, im schwäbischen Landkreis Günzburg. Das Schloss und die daneben stehende katholische Pfarrkirche St. Maria und Allerheiligen, die unweit der Kammel erbaut wurden, prägen das Erscheinungsbild des Ortes.

## Geschichte
Die Geschichte des Schlosses reicht weiter zurück als die des heutigen Baus. Von dem Vorgängerbau weiß man aufgrund von alten Karten, dass es sich um eine Wasserburg handelte. Die Geschichte des Schlosses und der Herrschaft Niederraunau ist eng mit dem Adelsgeschlecht derer zu Freyberg verbunden, die fast 400 Jahre lang, von 1477 bis 1850, die Ortsherren von Niederraunau waren. Um das Jahr 1500 gehörten auch die Nachbarorte Hürben und Aletshausen zu deren Herrschaftsbereich. Im Jahr 1525 wurde das Schloss während des Bauernaufstandes geplündert. 32 Jahre später, 1557, ging die Herrschaft an die Stammlinie Freyberg-Eisenberg. Ab 1586 durften sich die Mitglieder dieser Linie Freiherrn von Freyberg nennen. Nach der Zerstörung ihrer bei Pfronten gelegenen Stammburg während des Dreißigjährigen Krieges im Jahr 1646 wurde Niederraunau der Hauptwohnsitz der Adeligen, die die Geschichte Niederraunaus bis 1846 bestimmten. In jenem Jahr verzichteten sie auf die Gerichtsbarkeit und vier Jahre später verkauften sie den Grundbesitz samt Schloss an die Freiherrn von Ponickau. Nachdem auch die letztgenannten das Schloss wieder verkauften, wechselten die Besitzer häufig.
Das heutige Schloss entstand unter Joseph Franz Eustach von Freyberg. Als Baumeister wird oft Simpert Kraemer genannt, was aber nicht eindeutig nachgewiesen werden kann. Durch den Abbruch des rechten Flügels und des Gangs, der das Schloss mit der Kirche verband, erhielt das Schloss sein heutiges Aussehen im Jahr 1844.
Das nördlich des Schlosses senkrecht zu diesem frei stehende Nebengebäude wurde nach dem Datum auf einem Wappen an dem Gebäude im Jahr 1694 errichtet. Von dem ehemaligen Schlossgarten ist seit einer Umgestaltung im Jahr 1967 nichts mehr erhalten.

## Baubeschreibung
Der im Grundriss ungefähr 24 mal 27 Meter messende dreigeschossige Walmdachbau wird durch die Risalite an der Ost- und Westseite und die halbhohen Zwerchgiebel an der Süd- und Nordseite geprägt. Im Inneren ist das großzügige, durch die Fenster sehr helle Treppenhaus zu erwähnen. Die Räume im Erdgeschoss sind kreuzgratgewölbt, die in den Obergeschossen haben Spiegeldecken über Profilgesimsen. Die historische Ausstattung ging bis auf wenige Gegenstände, beispielsweise einige Zweifeldertüren, im Laufe der Zeit verloren. Die Kellergewölbe des Gebäudes dürften noch von dem Vorgängerbau stammen.